# Santuario de Belén (Popayán)
La Iglesia de Nuestra Señora de Belén de Popayán, más conocida como Capilla o Santuario de Belén, es un recinto de culto católico ubicado al extremo oriente del centro histórico de la capital del departamento del Cauca en la cima de una colina denominada como Belén (parte de los cerros orientales de Popayán que son parte de la frontera de la ciudad), desde su mirador se divisan unas hermosas vistas del sector, además de ser uno de los atractivos turísticos más visitados por los visitantes nacionales y extranjeros, sobre todo durante la Semana Santa.
Esta iglesia a pesar de ser la de más reciente construcción del centro histórico (dado que la actual versión fue edificada en los años 70 del siglo XX), es una de las más queridas por la ciudadanía payanesa al ser el lugar de culto principal del considerado santo patrono de la ciudad el Santo Ecce Homo, cuyo inicio del quincenario y su Fiesta Patronal es ampliamente celebrada con procesiones multitudinarias llena de fervor y demostraciones de fe que ya lleva muchos años de tradiciones arraigado en los corazones de los patojos. 

## Historia

### SigloXVII
Hacia la mitad del siglo XVII, los pobladores cercanos al cerro que hoy en día se llamaba Belén, conocido como el sector de Altozano, acostumbraban cada época de Navidad subir por un sinuoso camino destapado que ascendía a la cima del monte que comenzó a llamarse como los ''Quingos'' que era una palabra proveniente del quechua, legado del fugaz paso del Imperio Inca por las tierras suroccidentales de Colombia. Para ese tiempo existía nada más que una sencilla choza pajiza en lo alto de la colina, donde los vecinos del sector llegaban antes de iniciar el novenario de la natividad de Cristo y hacían un modesto nacimiento también conocido como pesebre, tradición que llevó a la ciudad por acción de los franciscanos (asentados al otro lado del centro y de la calle 4). 

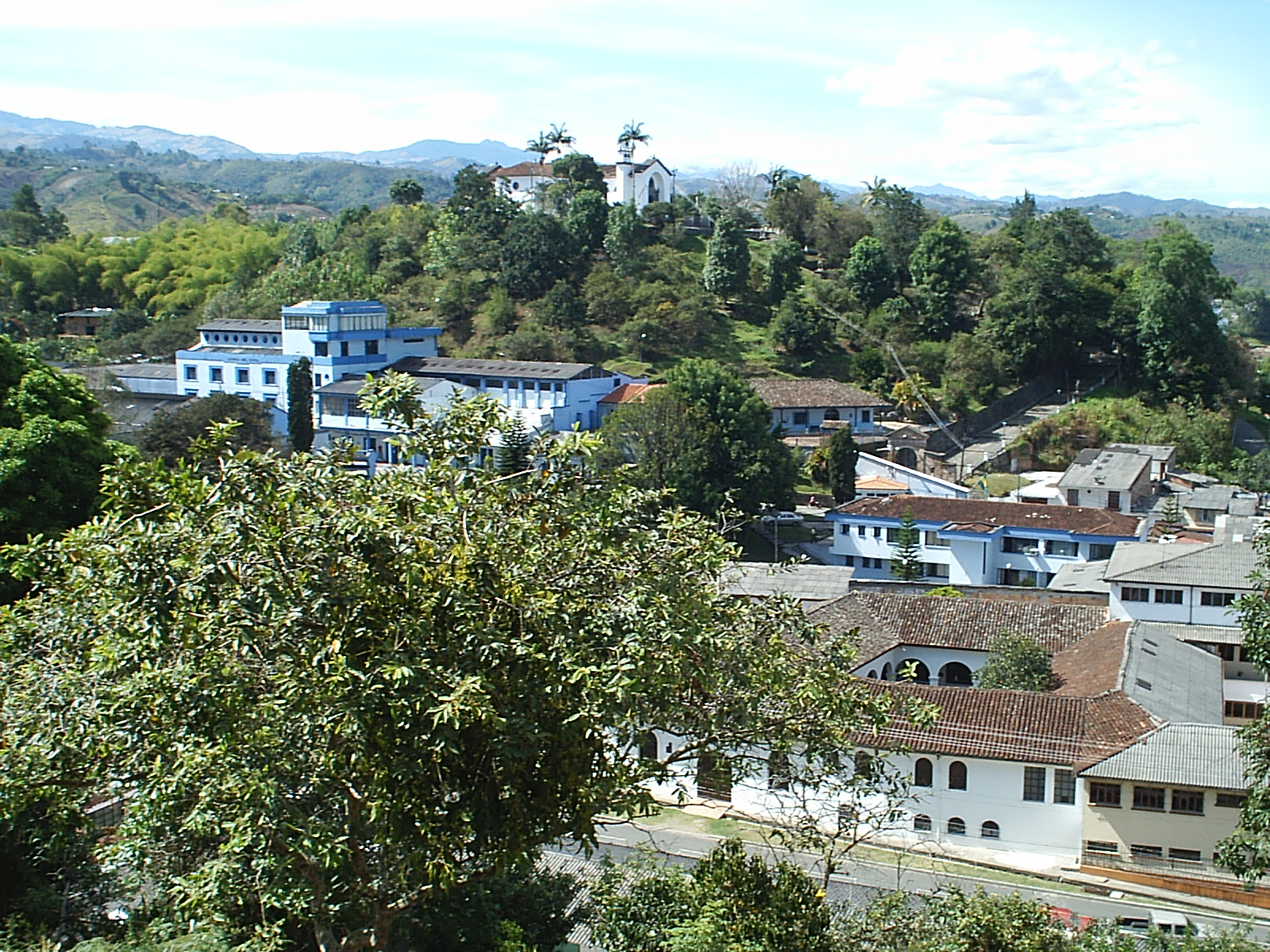
Vista de la Colina de Belén desde el barrio de La Pamba

Es aquí cuando aparece un rico mercader y artesano liberto llamado don Juan Antonio de Velasco, quien habría sido un esclavo del párroco de Almaguer al sur del Cauca y que luego de haber conseguido, valiéndose de sus dotes comerciales y astucia pudo escalar puestos hasta ser una de las personas más adineradas y acaudalas de la región, eligiendo a Popayán como su residencia y centro de poder ubicándose en una opulenta casona en la Carrera 5 o calle de Las Monjas o El Empedrado. Estabeció una gran amistad con el matrimonio de don José de Morales Fravega y doña Gerónima de Velasco y Noguera forjando una unión muy fuerte.
Estos notables al conocer estos actos de piedad concentrados en aquel monte oriental, resolvieron darle un lugar dicto de veneración a Jesús y su santa madre María por lo que llegado el año de 1679 se pudo adquirir la parcela donde estaba la choza y el muy ilustre señor obispo don Cristóbal Bernaldo de Quiroz les dio la licencia necesaria para levantar un templo en ese sitio, comenzando las obras en 1681 colocándose la primera piedra en 1 de septiembre de ese mismo año por el obispo, no siendo sino hasta 1689 que fue finalizada y consagrada al culto de Nuestra Señora de Belén, una hermosa imagen traída de la ciudad de Quito y hecha conforme a su escuela de arte en el siglo XVII (aquella talla aun se venera en el costado norte de la capilla) fundándose el 25 de febrero de 1687 una cofradía dedicada a su cuidado y propagación (hoy en día se llama Junta de Nuestra Señora de Belén). Aquella iglesia tenía planta rectangular hecha en tapia pisada, ladrillo y piedra, con una espadaña de frente a Popayán y un camarín para la sagrada virgen.
La custodia y atención del nuevo templo se le fue confiada a los padres de la Orden Carmelita para cuyo fin se construyó un pequeño claustro conocido como ''Casa de Jacob'' por los lugareños.

### SigloXVIII
La pequeña capilla fue ganando más reconocimiento entre las gentes de Popayán y sus alrededores, sobre todo por las recién establecidas fiestas de Nuestra Señora de Belén en 1689 y la consiguiente Navidad que reunía a muchas gentes en torno a la oración y el festejo entre cohetes, comida y música, en especial la de chirimía que amenizaba las celebraciones. 

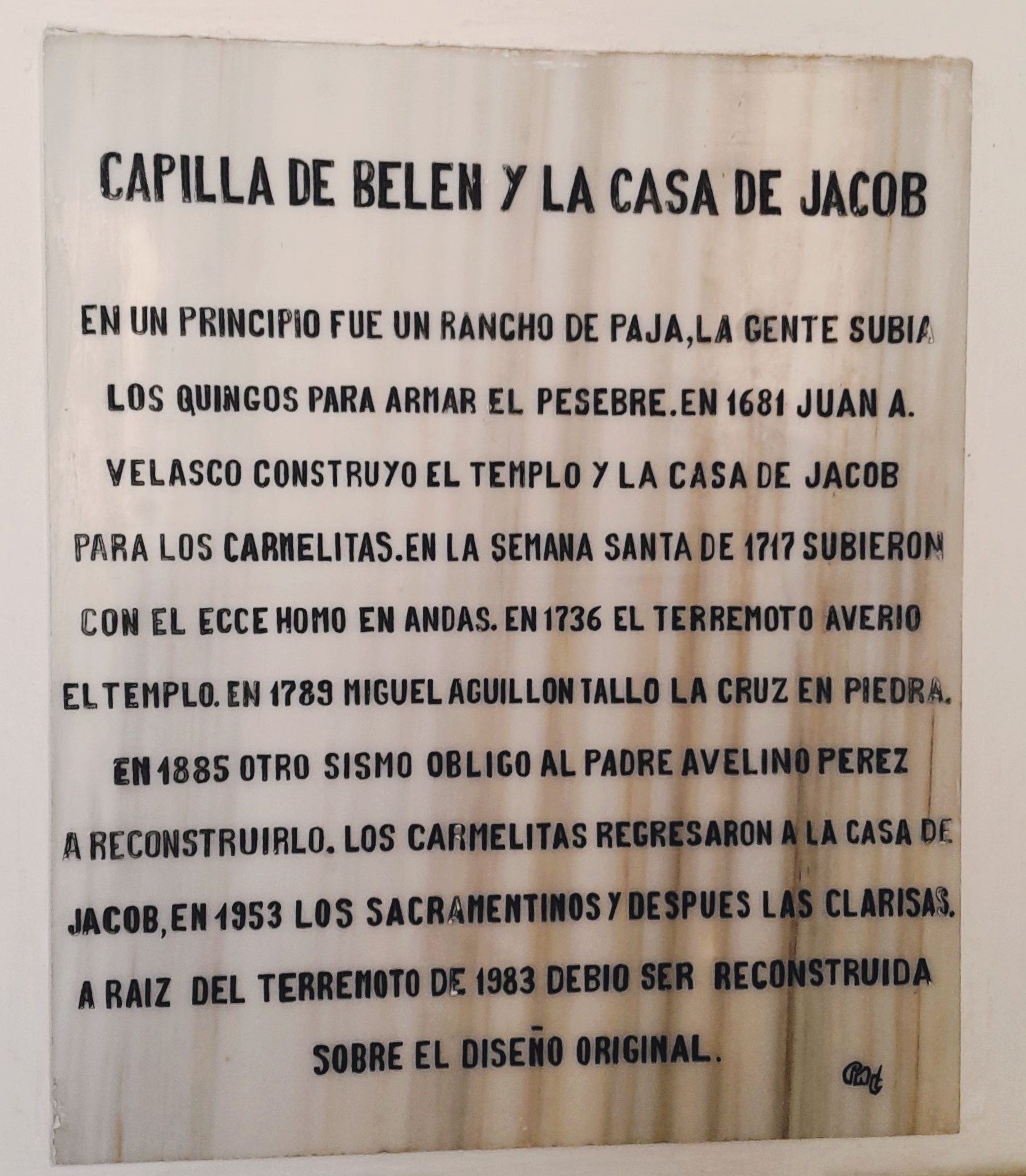
Placa que conmemora la historia del Santuario

Tan insuficiente llegó a ser el templo que en 1717 se decidió realizar una ampliación ideada y financiada por don Francisco Beltrán de la Torre, fue en este punto cuando se adquirió la planta actual en forma de cruz griega con una sola nave que se unen en un crucero y el presbiterio con el camarín al fondo. A su costado derecho se levantaron dos altares con pinturas del maestro José María Veintemilla, estos eventos nada más sirvieron de antesala para un hecho crucial en la vida de este sacro recinto que fue la llegada de la imagen de El Santo Ecce Homo, talla quiteña del siglo XVII traída desde la ciudad de Pasto sin policromar o encarnar por don Juan Antonio de Velasco, quien la habría mantenido en su casa para veneración particular, pero no fue cuando el Cristo empezó a ser parte de las procesiones de Semana Santa del centro que él y su esposa la donaron a la capilla de Belén para ser su nuevo hogar y la creciente devoción que se fue forjando alrededor del Amo Jesús solo le dio más fama a Belén.
Los diferentes sismos a lo largo del siglo fueron debilitando la solidez de la capilla, pero en casi todos perduró la estructura. Por desgracia no fue este el caso en el terremoto de 1787, cuando el templo colapsó y fue necesaria su reconstrucción que fue solventada por el hijo del anterior benefactor don Francisco, el ilustre don José Beltrán, levantando y reforzando la iglesia y ornamentándola más, a este punto se contacto al reconocido cantero Miguel Aguilón y se le contrato para algunos trabajos en Belén, el más conocido sin duda fue la realización de una gran cruz en piedra al lado noroccidental de la fachada del santuario, siendo terminada para la Semana Santa, inaugurada en el año de 1789.

### SigloXIX
Así siguió perdurando la iglesia de Belén a todos los demás desastres y lo caótico que fue el fin del dominio del Imperio Español y la llegada de la república con la independencia, fue en especial durante este último periodo que el rico mobiliario del templo juntos con los de los otros del centro fueron saqueados y hurtados por Antonio Nariño, además de que poco a poco las diversas órdenes religiosas fueron expulsadas por el gobierno de la ciudad, fue en 1863 un año significativo en este proceso cuando el presidente payanes Tomás Cipriano de Mosquera ordenó la enajenación de todos los bienes eclesiásticos y el exilio de todos los religiosos, entre ellos los padres carmelitas que perdieron la custodia de la capilla y abandonaron la Casa de Jacob, quedando en manos de la diócesis de Popayán el cuidado del recinto.
Es por estas fechas que se lleva a cabo la famosa leyenda que envuelve a la cruz de piedra ubicada en la explanada de la iglesia.

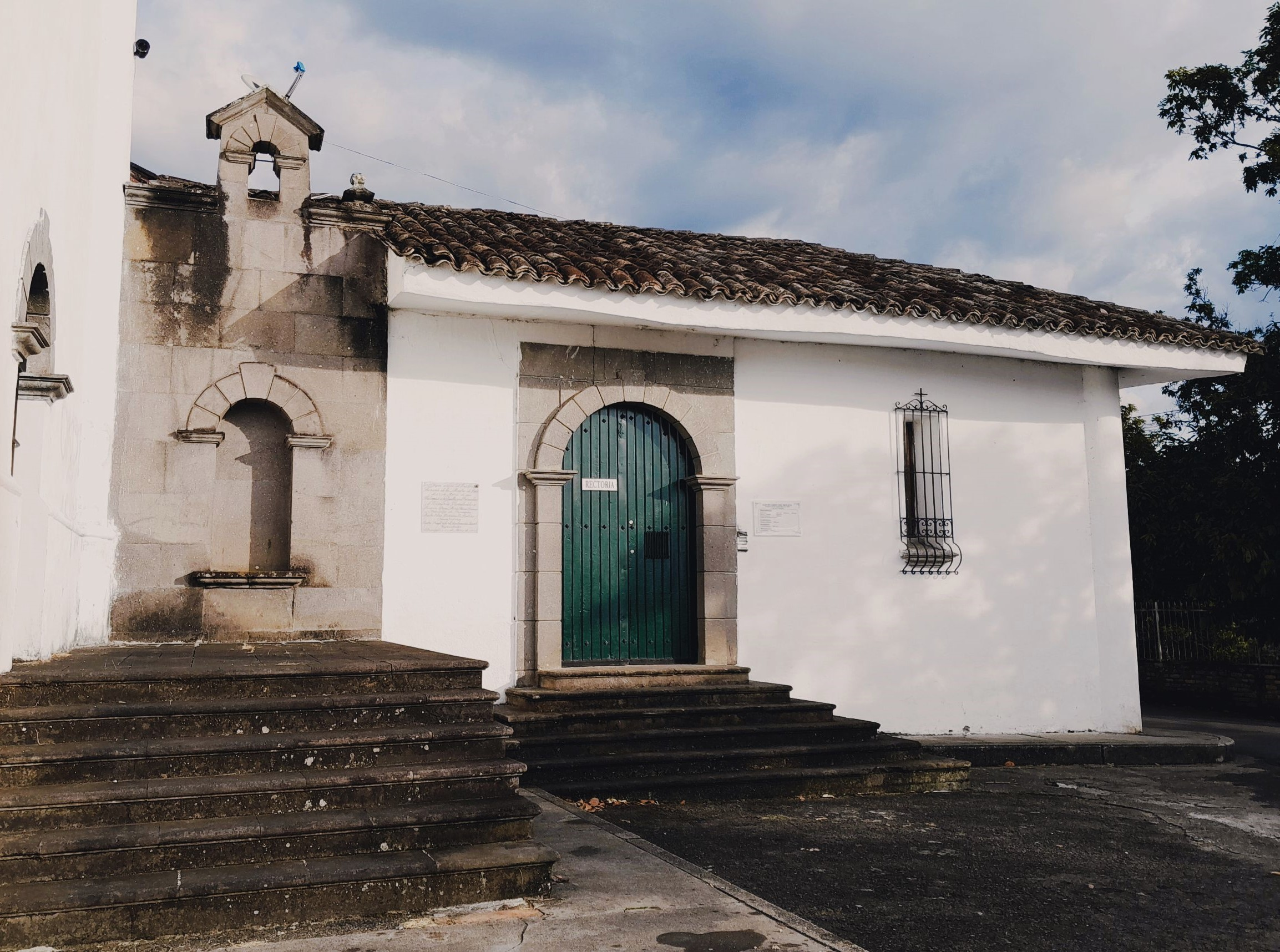
Casa de Jacob, situada al costado sur del Santuario de Belén.

Lamentablemente con el terremoto de 1885, Belén se derrumbó una vez más al no soportar más la estructura los embates de los movimientos telúricos desde 1827, en esta ocasión fue por iniciativa del presbítero Avelino Pérez quien para ese momento fungía como capellán de la iglesia volver levantar el templo, por lo que se sirvió de las caritativas limosnas y donaciones de los visitantes y peregrinos ayudadas a reunir por el síndico Cruz Sanchez para cumplir con este propósito. Se contactó con el conocido arquitecto payanes don Adolfo Dueñas para realizar los diseños y dirigir las nuevas obras, quien hasta entonces había sido el responsable de la construcción de la cúpula de la Catedral de Popayán, la torre octogonal de Santo Domingo, la arquería del Convento Franciscano, entre otros aportes.
La nueva capilla tenía la misma planta que la anterior, con el añadido de una cúpula en le crucero y dos majestuosas torres cónicas que flanqueaban la portada de entrada parecida a un arco del triunfo terminado en frontón triangular, dado a sus obvias similitudes, el frontis Castel Nuovo en la ciudad de Nápoles fue una clara inspiración para el aspecto final de la iglesia. Además de resaltar que los pináculos de los torreones fueron tomados de los existentes en el Castillo de Sully-sur-Loire en Francia que sirvieron como modelos.

### SigloXX y XXI
A mediados de la década de los años 20 un nuevo sismo azotó al centro, comprometiendo seriamente la estabilidad de las torres lo cual será importante en el futuro. Ya que el 9 de febrero del año de 1967 otro terremoto tuvo lugar, el cual averió el templo y dejándolo en muy malas condiciones por lo que el arquitecto Guillermo Collazos Rubio rediseña definitivamente el templo, suprimiendo el estilo ecléctico y neoclásico al derrocar la fachada, suprimir la capilla del lado del evangelio y se redecoró el interior con nuevos vitrales y altares. El cambio más radical se lo llevó la fachada que ahora llevaría una cubierta a dos aguas bajo la cual se abre un gran arco y dentro de este se hizo un vitral o rosetón circular que corona una portada en estilo ''Neopopayán'' que emula ser de piedra, al lado izquierdo del frontispicio se levantó una torre con una espadaña en su cima (recordando a la que tuvo en el siglo XVII) con tres arcos que custodian las campanas.

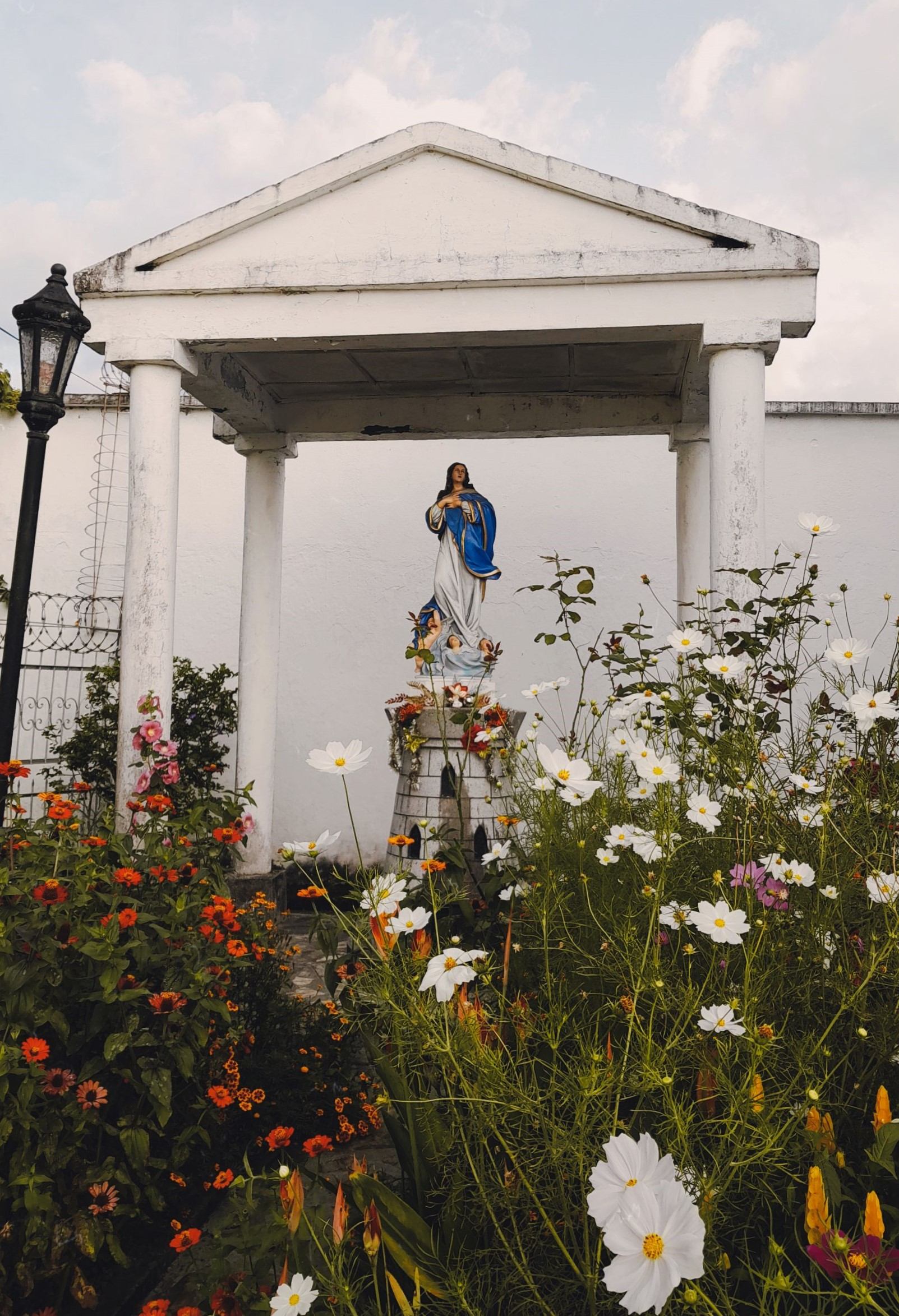
Templete de la Inmaculada Concepción de María, ubicado al costado norte del Santuario

Punto exaltante para la trayectoria del Santo Ecce Homo para afirmar su título de ''Patrono de Popayán'' fue el resurgir de su cofradía que se había establecido en el siglo XVIII, pero que ahora fue refundada como Junta Pro Culto del Santo Ecce Homo en el año de 1938 por iniciativa de unos feligreses de la iglesia de San Agustín. Tiempo después y con el fin de celebrar de una manera fervorosa y no con protestas como en el resto del mundo el día internacional de los trabajadores el 1 de mayo, se instituyó para ese día la Fiesta Patronal del Amo y su procesión de subida en el año de 1941, conservándose aquella tradición hasta la actualidad, la cual atrae a cientos de personas empezando desde la iglesia de San Francisco con una misa presidida por el arzobispo y partiendo hasta el santuario por la ruta de las procesiones de Semana Santa, concluyendo con una bendición general a la feligresía en la explanada.
Debido a la gran importancia que representa el centro a toda la nación gracias a su historia, legado artístico, cultural y humano, el centro histórico incluyendo al Santuario de Belén fueron declarados como Monumento Nacional de Colombia el 30 de diciembre de 1959 por medio de la Ley 163 30-XII-1959.
El Jueves Santo 31 de marzo de 1983 el centro fue semidestruido por un fuerte sismo de 5,5 grados, lamentablemente el santuario de Belén no iba a ser la excepción, en la plazoleta se abrieron grandes grietas de varios metros de ancho y profundidad, la gran cruz de piedra se vino a bajo menos una parte de la base, aquí casi se cumple a cabalidad la maldición de la leyenda, mientras que la torre perdió parte de su cuerpo, la linternilla de la cúpula se derrumbó y todo el templo como tal fue averiado. Afortunadamente se realizaron los debidos trabajos de restauración, que le devolvieron su bello aspecto neocolonial.
En el año 2017, con la conmemoración de los trescientos años de la entronización de la imagen del Santo Ecce Homo en el Santuario de Belén, se ornamentó la iglesia con ocho vitrales, cuatro a cada lado de su nave central.

## Versiones del Santuario

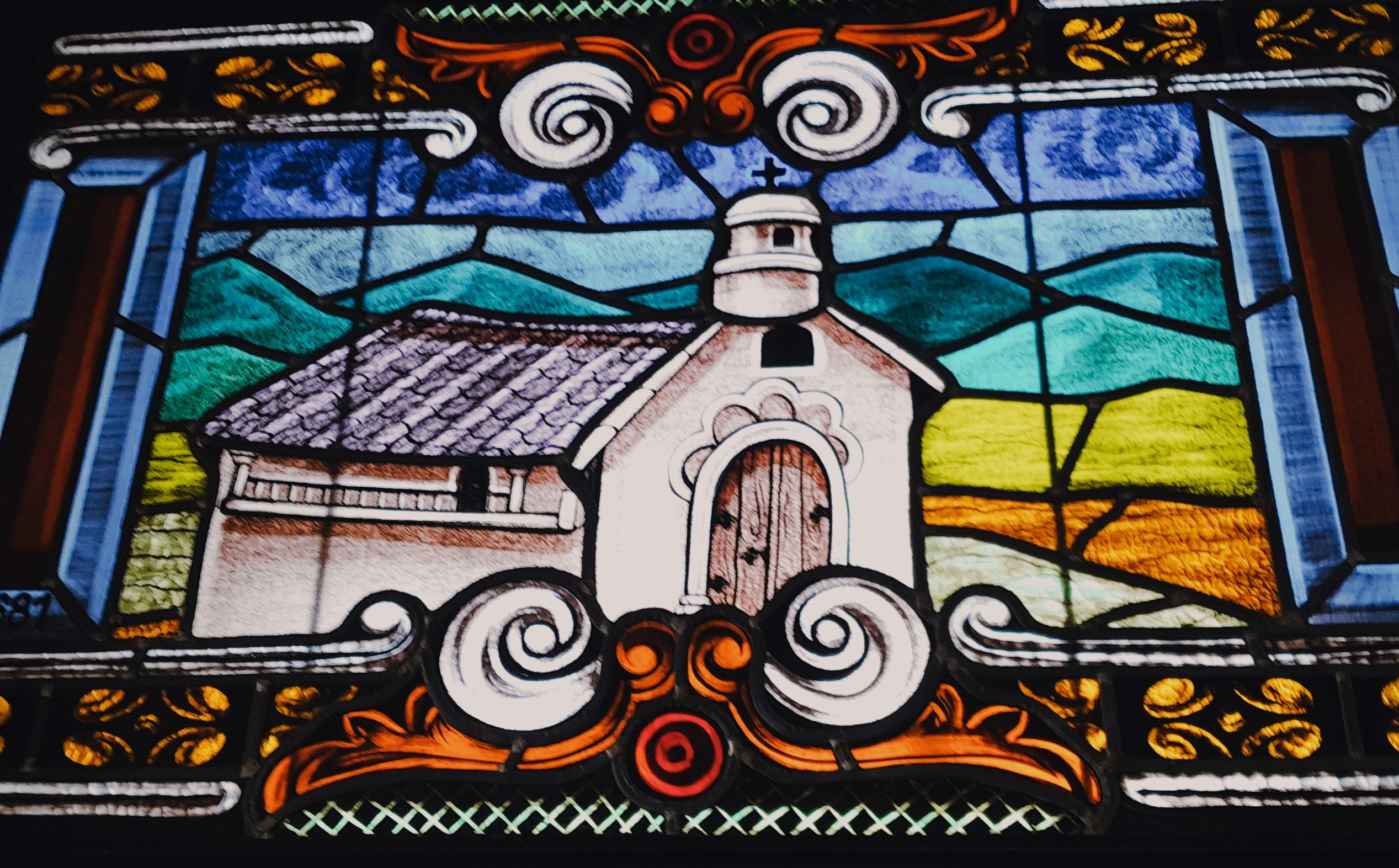
Primera Fase del Santuario de Belén (1681-1689)
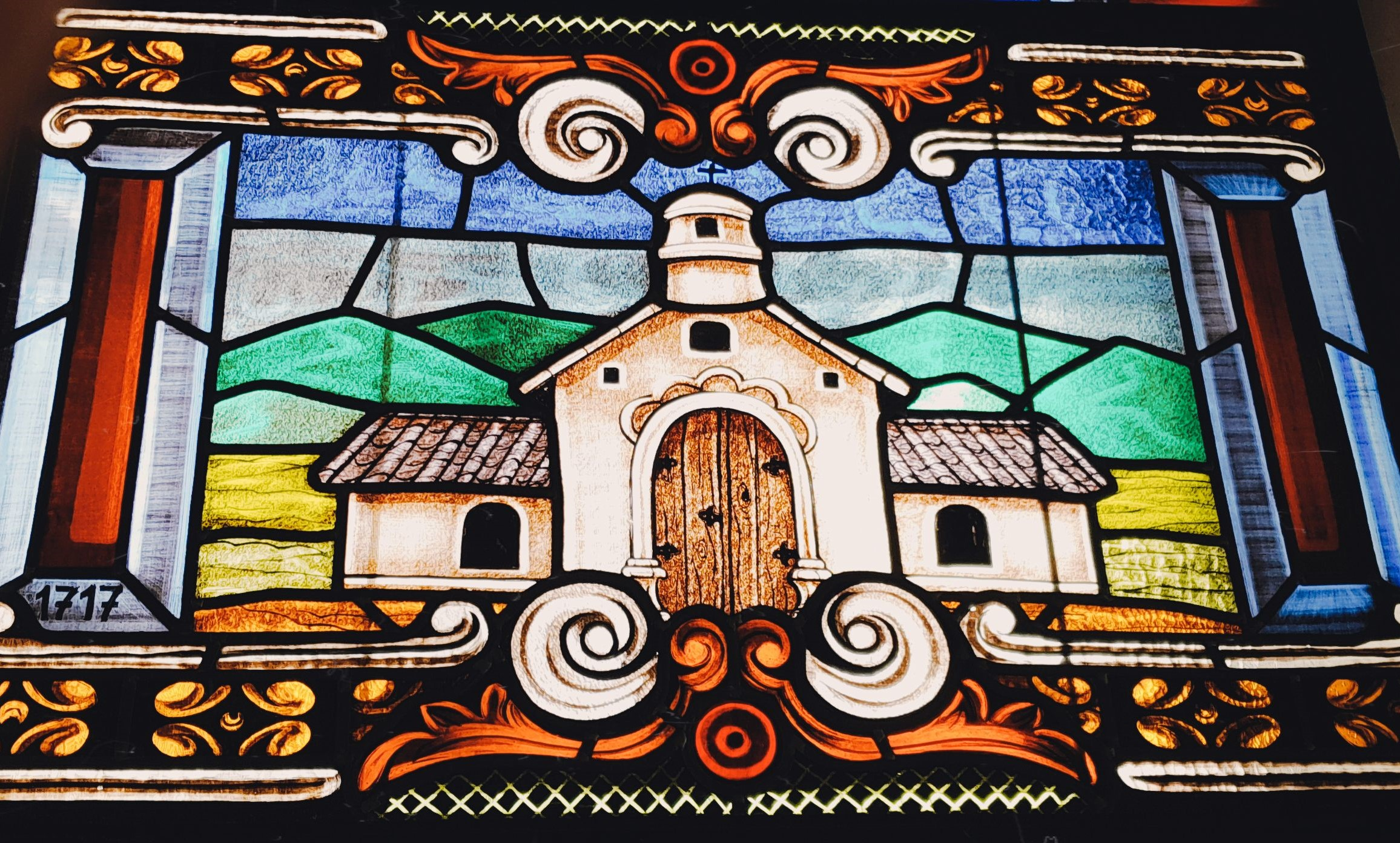
Segunda Fase del Santuario de Belén (1717-1787)
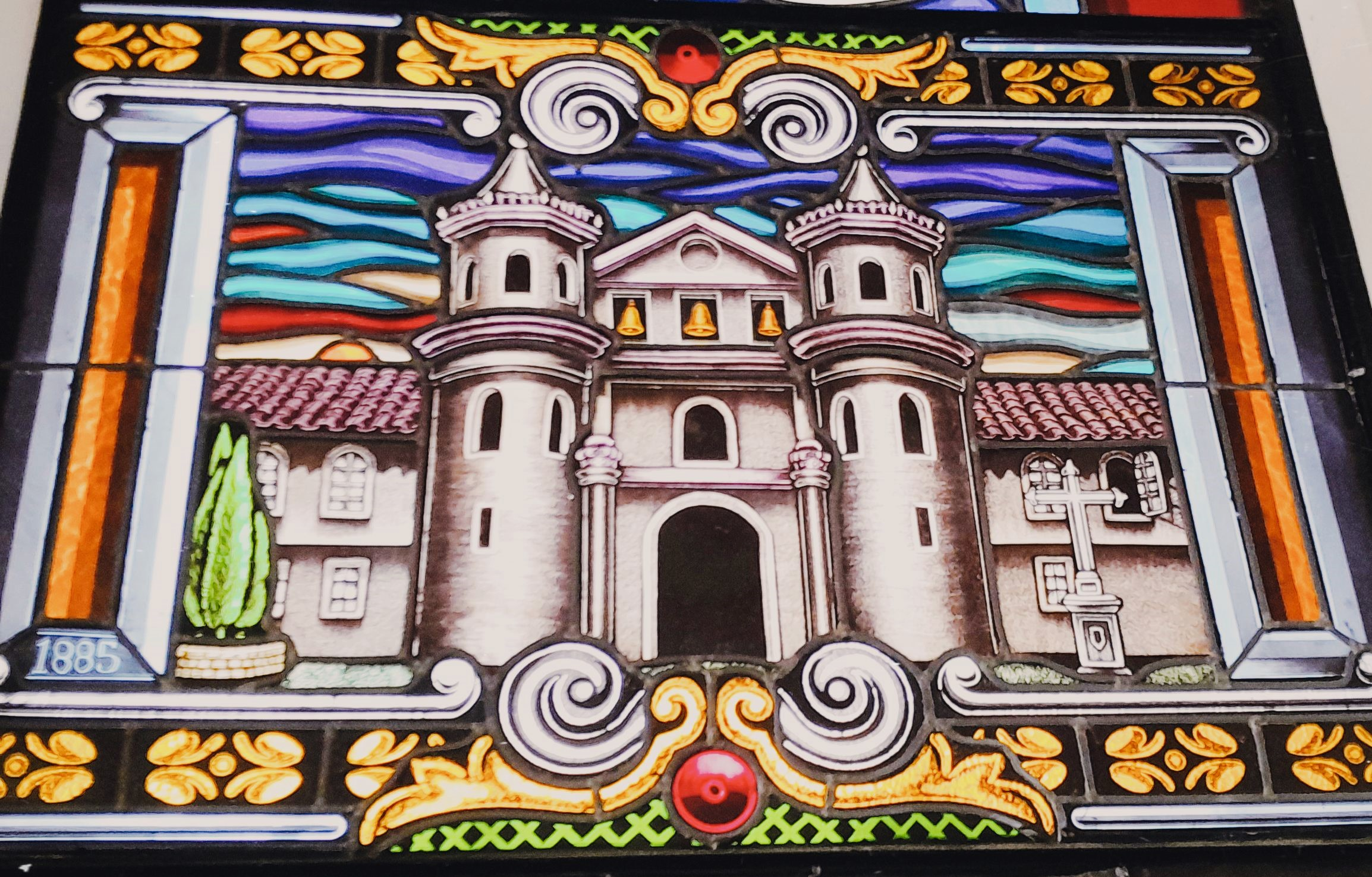
Tercera Fase del Santuario de Belén (1885-1967)
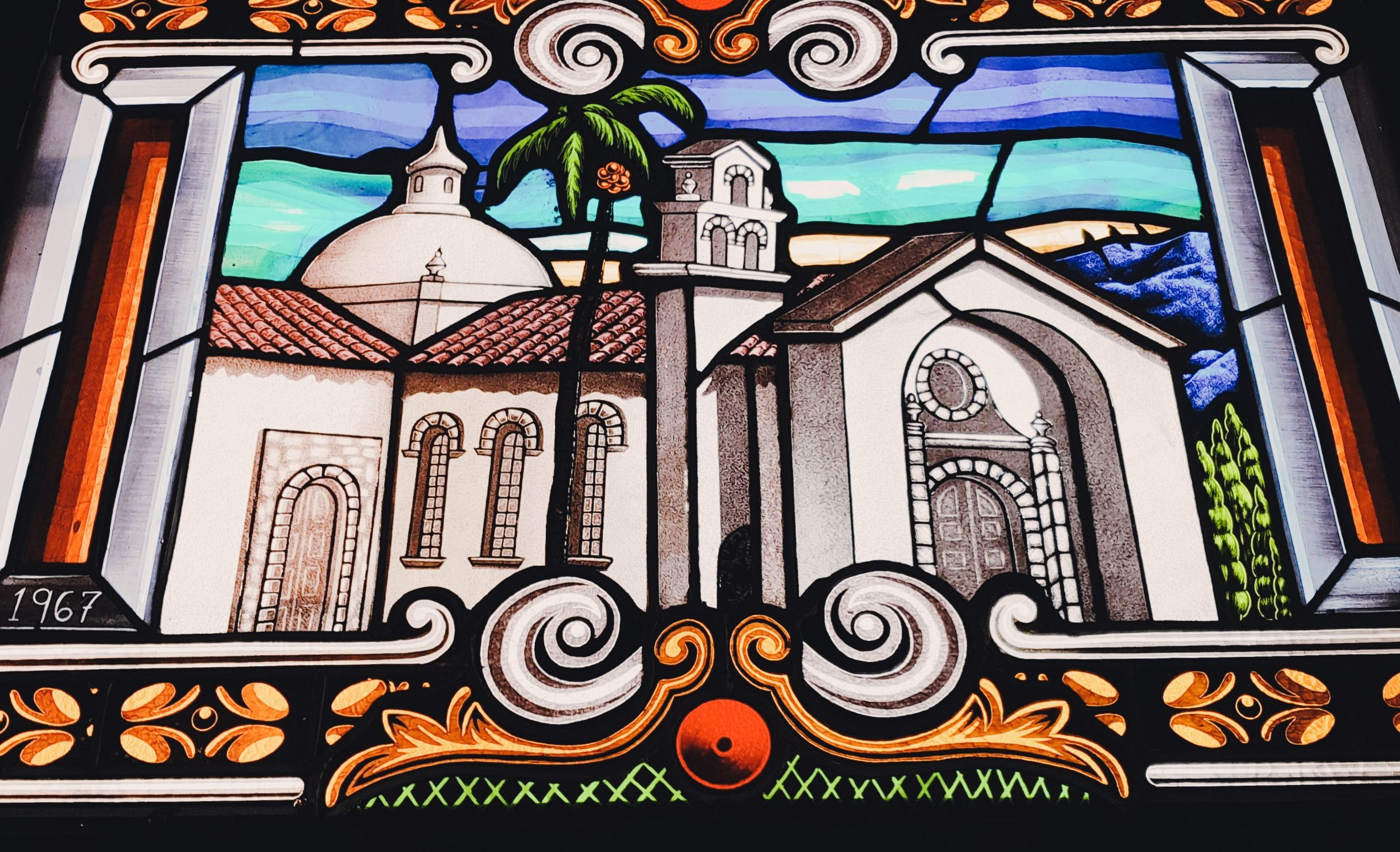
Cuarta y Actual Fase del Santuario de Belén (1967-1970)

## Cofradías
Una tradición traída desde España, las cofradías coloniales surgieron por la necesidad de los fieles de agruparse en organizaciones en torno a una advocación de su devoción con el fin de promover su veneración, preservar su imagen tutelar y realizar las correspondientes fiestas patronales.
En el Santuario de Nuestra Señora de Belén desde sus etapas más primitivas, fueron fundándose juntas que tuvieron como sede este templo, al mismo tiempo que nuevas devociones llegaban al recinto.
Se tiene constancia de las siguientes cofradías:
- Cofradía de Nuestra Señora de Belén (creada el 25 de febrero de 1687)[9]
- Cofradía del Santo Ecce Homo. (creada después de 1711)

Lastimosamente las dos cofradías que algún día contaron con su sede en el santuario en la actualidad ya no existen más, debido a diversos factores como la independencia, la expulsión de los carmelitas y jesuitas de la Nueva Granada o las guerras civiles que conllevaron la emigración de las familias pudientes. Sin embargo, durante el siglo XX, las antiguas organizaciones coloniales derivaron en la fundación de la Junta Permanente de Nuestra Señora de Belén y la Junta Pro Culto al Santo Ecce Homo respectivamente como entidades sucesoras.

## Retablos y capillas

### Altar mayor

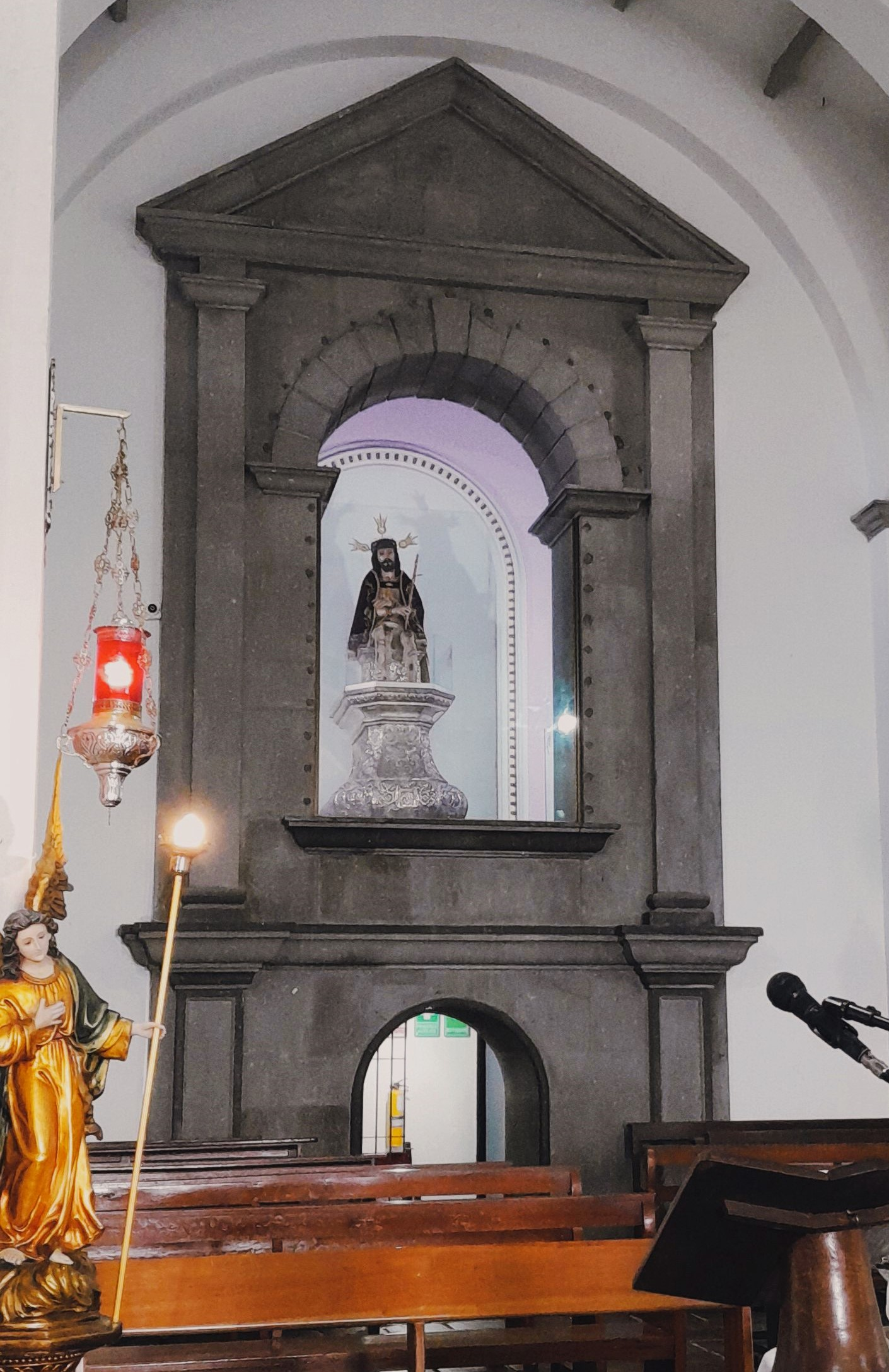
Camarín del Santo Ecce Homo en medio del retablo

Ubicado al fondo del presbiterio, es un retablo bastante sencillo hecho con influencia de la arquitectura neoclásica, conta de una pequeña entrada a una cripta situada debajo del nicho central, a sus lados sobresalen las bases que sustentas dos columnas con capiteles similar al dórico, estas a su vez flanquean un arco de medio punto con sus dovelas visibles, siendo su clave más destable que el resto esta estructura sirve como ventana al camarín ubicado en la parte posterior de la iglesia, por último corona todo el monumento un frontón triangular como el de los antiguos templos clásicos grecorromanos.
El camarín es la parte más sagrada de la capilla y la que más visitan los feligreses, debido a que aquí se conserva la sagrada imagen de El Santo Ecce Homo, que es una efigie perteneciente a la escuela quiteña de fines del siglo XVII, pero que por alguna u otra razón fue trasladada a la ciudad de San Juan de Pasto sin llegar a ser concluida del todo, faltándole la policromía y el encarne, fue en este punto y a comienzos del siglo XVIII que don Juan Antonio Velasco adquirió la talla aun en bulto y se la llevó consigo a la urbe de Popayán, capital de la provincia española homónima. Ya llegado a su casona, puso al Cristo en su oratorio privado que tenía junto con su esposa doña Gerónima de Velasco y Noguera, estos pudieron financiar los retoques finales quedando la imagen terminada.
Al ser introducida en las procesiones de Semana Santa, el matrimonio Velasco donó al Amo a Belén, ocupando un altar lateral, pero llegado el siglo XX, el comején había carcomido tan dañinamente a la imagen que se vio la necesidad de conseguir otra, siendo esto financiado por el presidente de la república Guillermo León Valencia quien contrato al escultor español José Ascencio Lamiel, realizando una réplica casi exacta en los años 60 y que hoy en día reposa en la Catedral Basílica de Popayán, mientras que la talla original fue debidamente restaurada recientemente ya en el siglo XIX.

### Capilla de Nuestra Señora de Belén con San José y el Niño Jesús

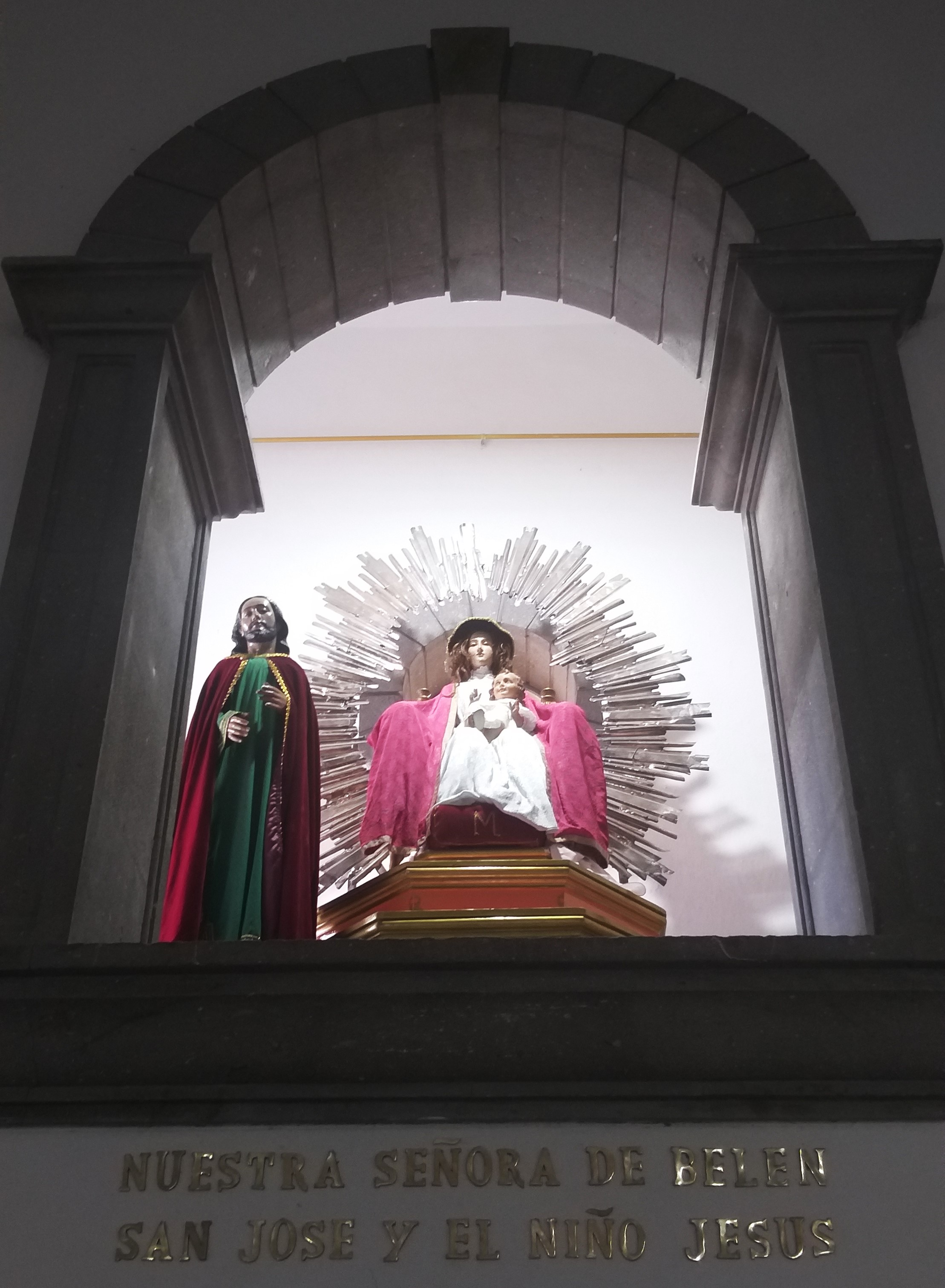
Advocación de la iglesia en su nicho

Está ubicada en la parte norte del transepto, consta de un nicho en la pared, cuya ventana está enmarcada en su parte inferior por una repisa que sustenta dos columnas de fuste cuadrado y liso que en su cima tiene a un capitel de orden parecido al dórico, de aquí se alza un arco de medio punto con sus dovelas visibles, siendo la piedra clave la que más sobresale, esta misma distribución de la hornacina se repite en la iglesia justo en el lado contrario del crucero (costado sur) en el altar de El Señor Caído y del arcángel San Miguel.
La imagen a la cual esta dedicada este espacio y a quien se le rinde culto es la de Nuestra Señora de Belén, que es una talla perteneciente a la escuela quiteña de fines del siglo XVII, esta fue traída desde Quito, capital de la Real Audiencia homónima mientras se terminaban los trabajos de la primera y primitiva capilla en la cima de la colina de Belén, cuyas obras estaban financiadas y promovidas a cargo del matrimonio de don Juan Antonio Velasco y doña Gerónima de Velasco y Noguera, estos mismos artesanos pudientes de Popayán fueron los que facilitaron ola llegada de la efigie de Santa María a la capital caucana.
En 1689, al ser completada la capilla fue consagrada y dedicada a esta advocación de Nuestra Señora, la cual presenta a la Virgen María sentada en un trono barroco con vestimenta con algunos bordados en oro y con un sombrero de campesina, en su regazo esta sentada una imagen del Niño Jesús, ambos estaban rodeados por un resplandor en plata repujada como los típicos para las dolorosas en la Semana Santa. A su lado derecho esta una talla de San José de pie, que sostiene una bolsa y un cayado, además que tener un sombrero como su esposa.
Entre los siglos XVIII y XIX, la imagen de la virgen fue engalanada con una corona imperial confeccionada por le maestro orfebre Rafael Paz.

### Capilla de El Señor Caído y de San Miguel Arcángel

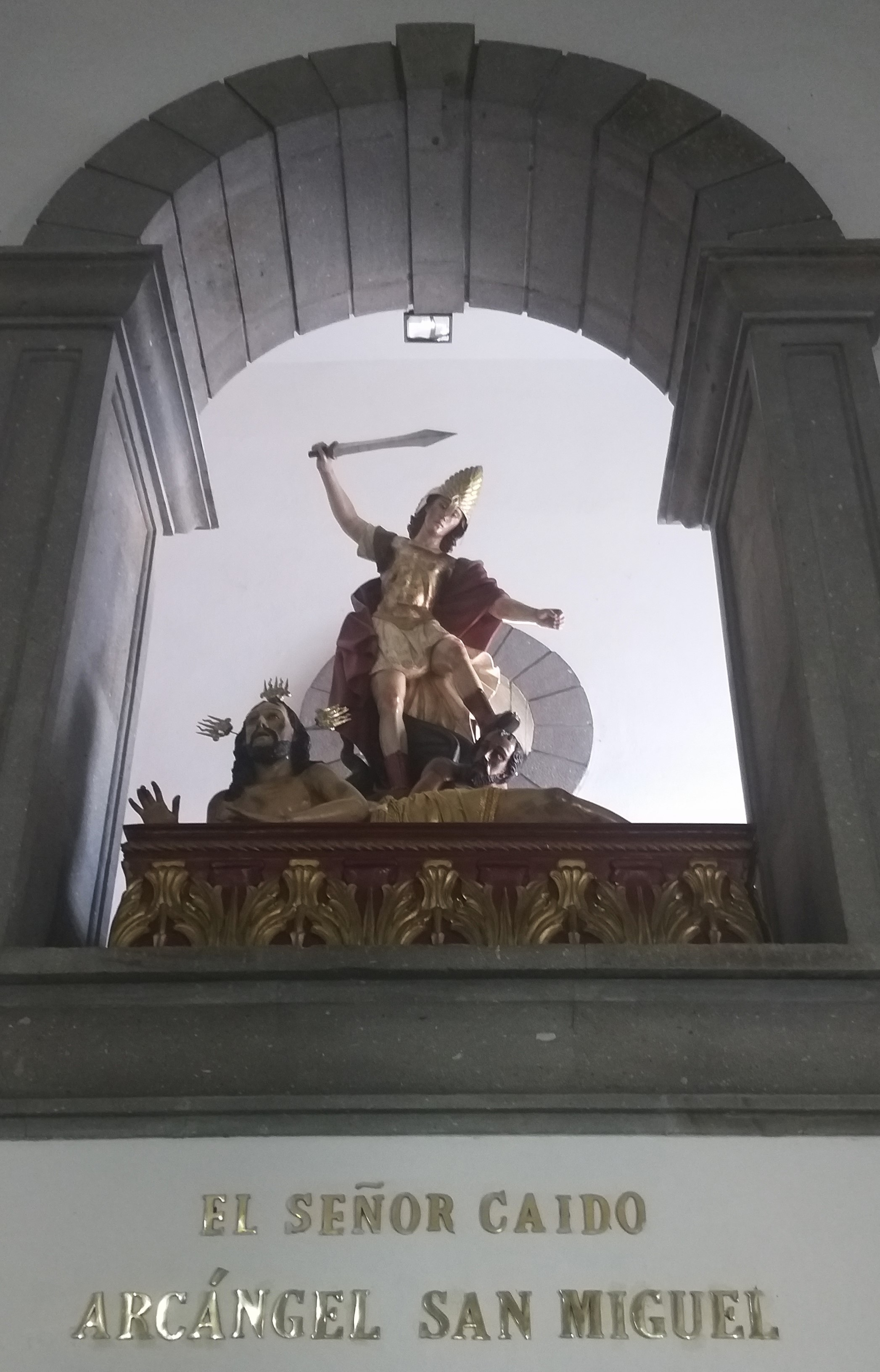
Jesucristo resguardado por el arcángel.

Está ubicada en la parte sur del transepto, consta de un nicho en la pared, cuya ventana esta enmarcada por una repisa en su parte inferior, la cual sustenta dos columnas de fuste cuadrado y liso que en su cima tiene a un capitel de orden parecido al dórico, de aquí se alza un arco de medio punto con sus dovelas visibles, siendo la piedra clave la que más sobresale, esta misma distribución de la hornacina se repite en la iglesia justo en el lado contrario del crucero (costado norte) en el altar de Nuestra Señora de Belén con San José y el Niño Jesús.
La imagen a la cual esta dedicada este espacio y a quien se le rinde culto es la de El Señor Caído, una talla proveniente de la escuela payanesa del siglo XVIII, posiblemente realizada antes o posterior al terremoto de 1736, consiste en una imagen de Jesucristo acostado en el suelo y apoyado sobre su brazo derecho después de haber recibido la flagelación por orden de Poncio Pilatos, estado aun atado a la columna de los azotes (ubicada a su izquierda), esta obra refleja un sentimiento de dolor de Dios hecho hombre pero a la vez se le ve pensante y viendo al espectador para provocarle compasión y que valore aquel sacrificio que hace para salvar a al humanidad.
En la cabeza del Cristo posee tres potencias hechas en oro con piedras preciosas, estas representan tanto a la Santísima Trinidad (Dios Padre, Dios Hijo y Dios Espíritu Santo) como a su divinidad, la imagen del Señor junto con la de un Ángel de origen quiteño del siglo XVIII forman el paso de ''El Señor Caído'' que sale durante dos procesiones en la Semana Santa que son célebres a nivel nacional e internacional. Justo detrás de Jesús está situada una talla de San Miguel Arcángel, que es el tercer patrono del santuario y que según la biblia es el príncipe de la milicia celestial y uno de los ángeles de más alto rango e importancia en el cielo, al haber derrotado el ejército infernal de Satanás durante una gran batalla en el cielo cuando la mujer apocalíptica alumbro a su hijo y ambos se hallándose amenazados por el dragón escarlata de 7 cabezas, escena representada en la efigie, mostrando a Miguel en pie de guerra con su espada levantada y vistiendo un uniforme de tipo romano con una corona de oro, teniendo bajo sus pies al demonio envuelto en llamas, encadenado y a punto de ser asestado mortalmente por el santo. 

## Vitrales laterales

### Vitrales del Costado Norte

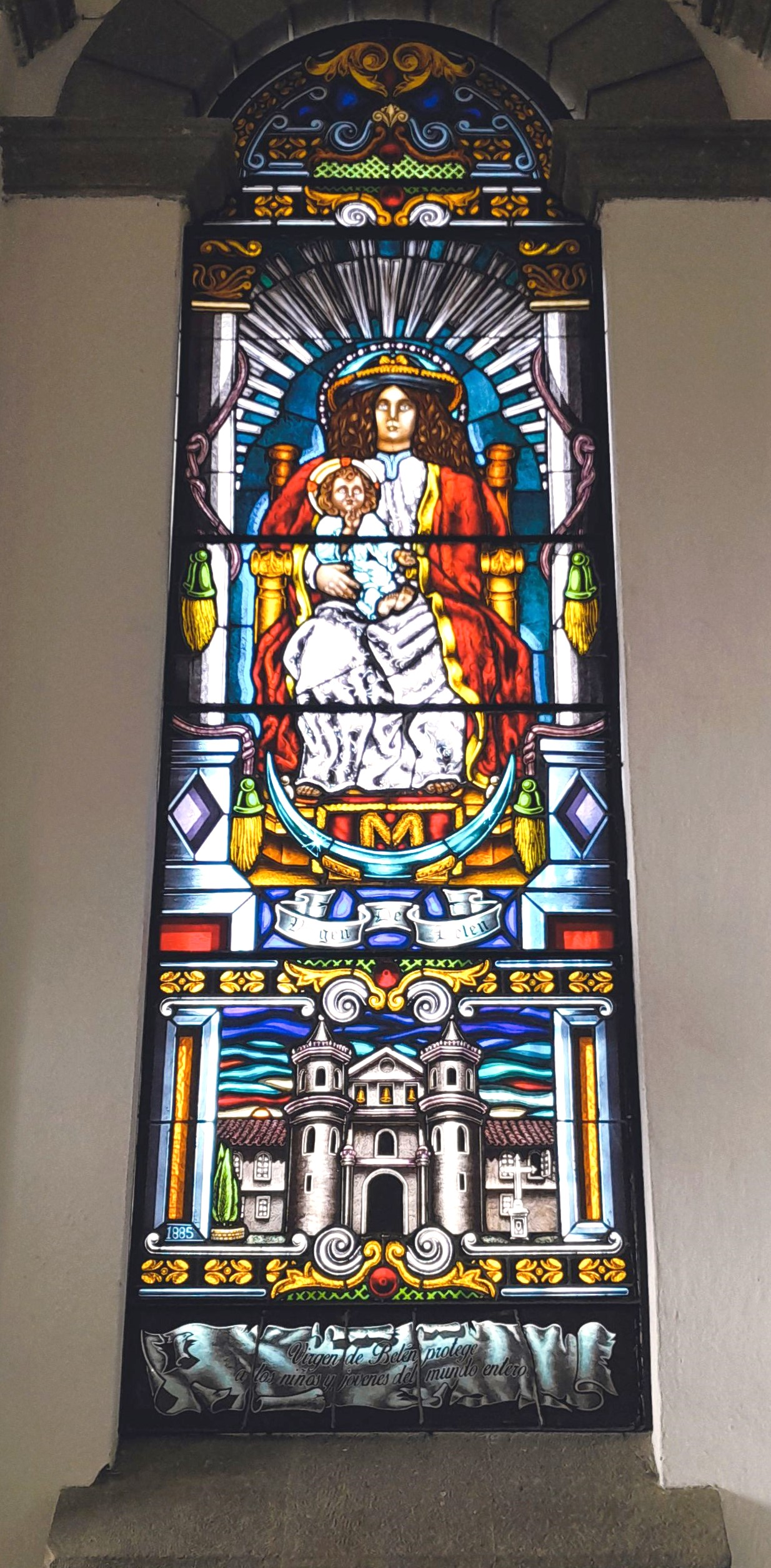
Vitral de Nuestra Señora de Belén con la tercera versión del Santuario (1885-1967) y la frase: ''Virgen de Belén, protege a los niños y jovenes del mundo entero''
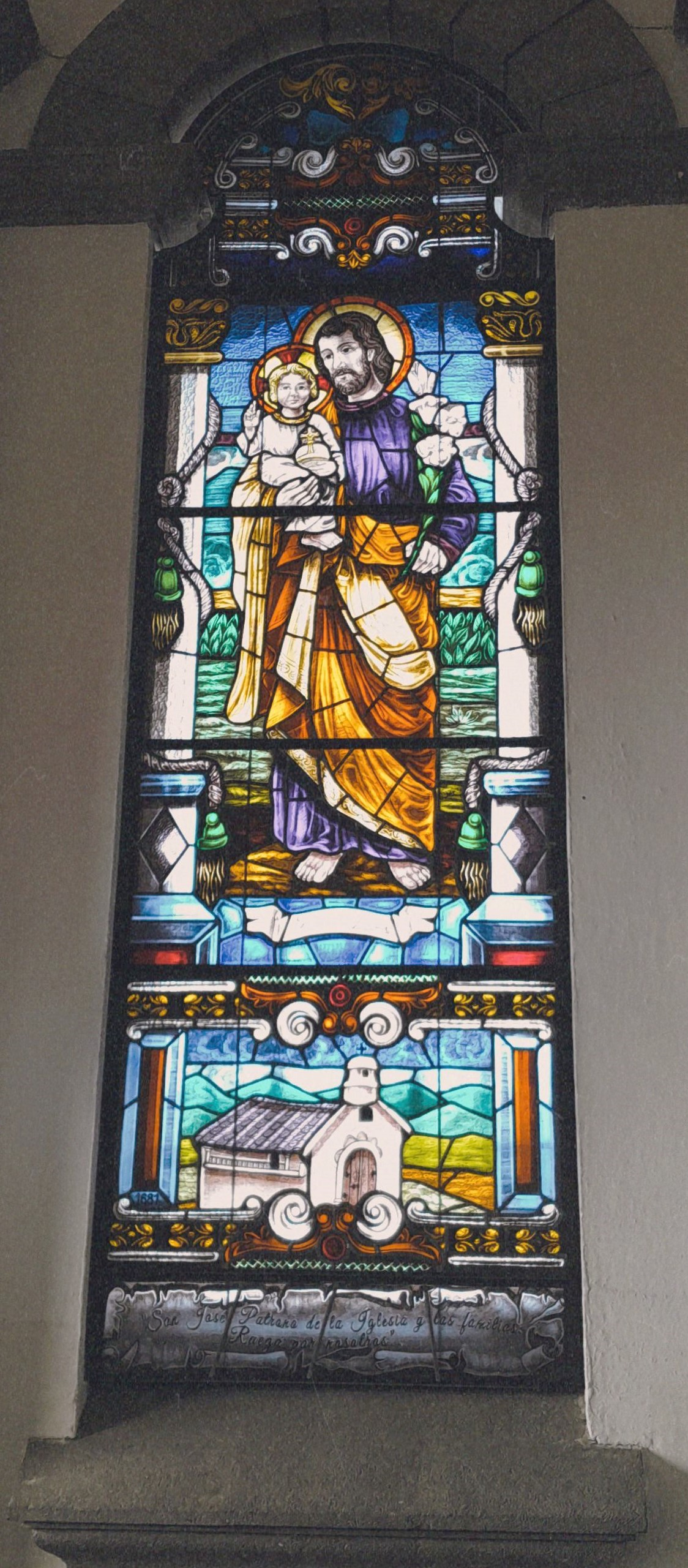
Vitral de San José con la primera versión del Santuario (1681-1689) y la frase: ''San José, Patrono de la Iglesia y de las familias. Ruega por nosotros''
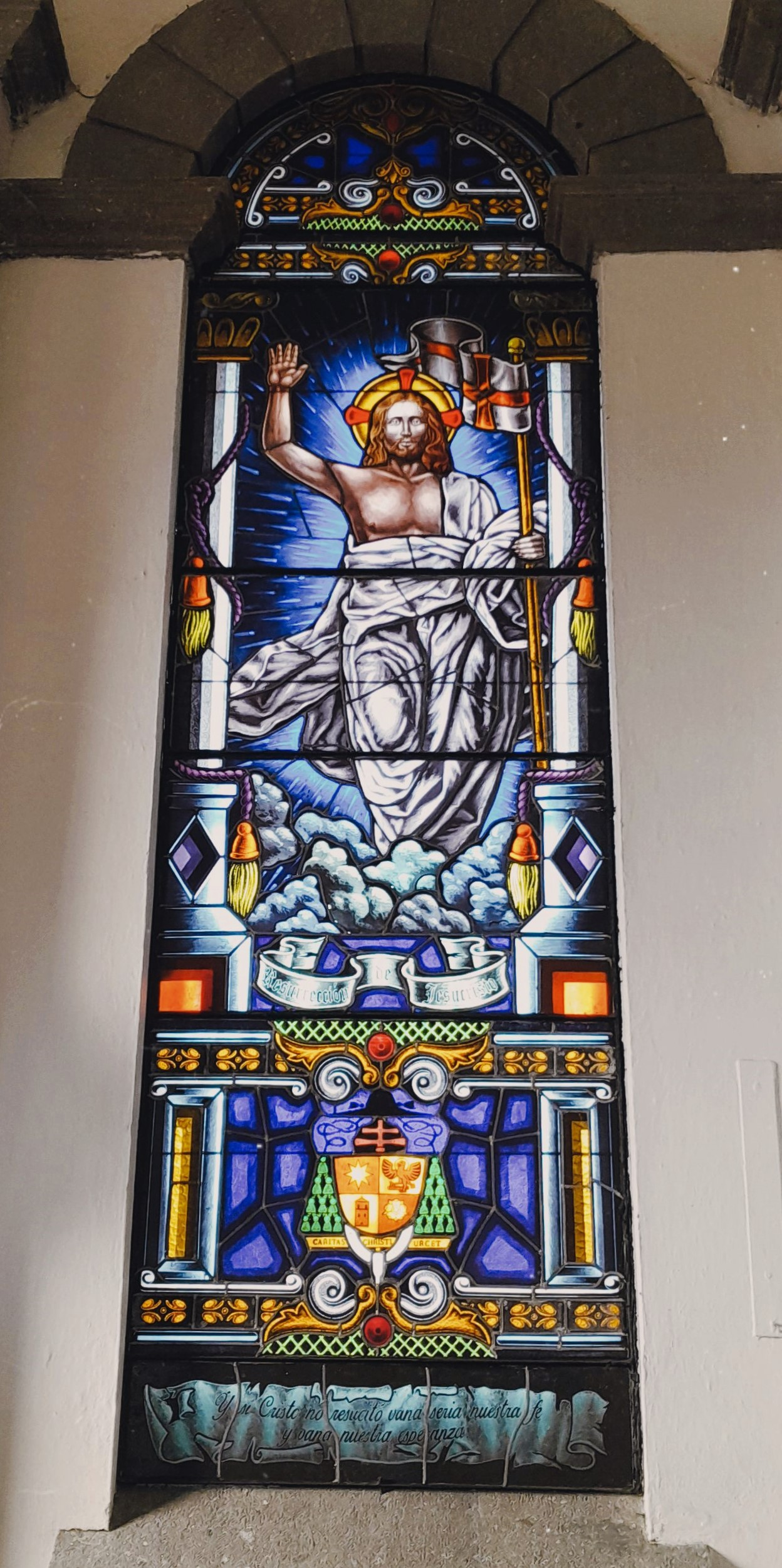
Vitral de la Resurrección de Jesucristo con una heráldica y la frase: ''Y si Cristo no resucitó vana sería nuestra fe y vana nuestra esperanza''
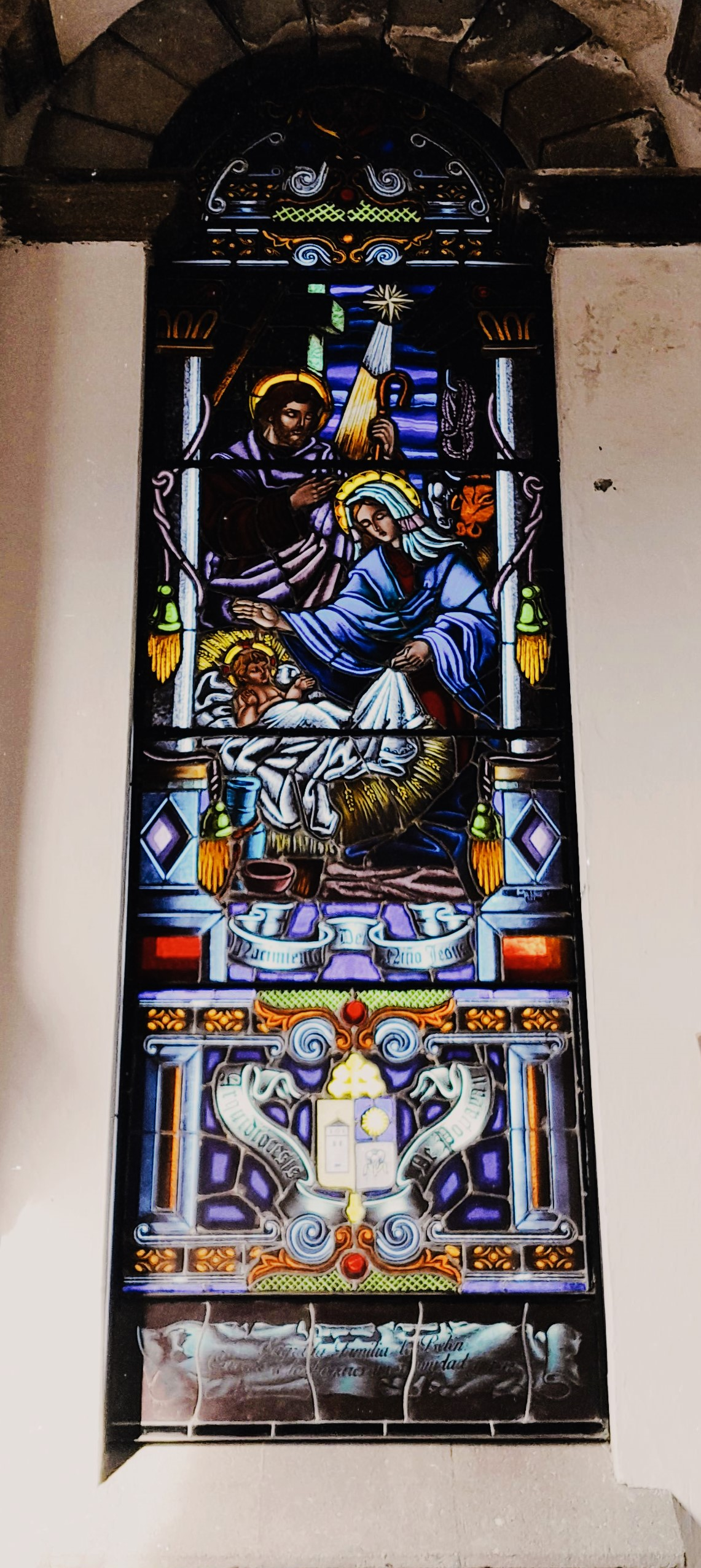
Vitral del Nacimiento del Niño Jesús con el escudo de la Arquidiócesis de Popayán y la frase: ''Sagrada Familia de Belén. Concede a los hogares amor, unión y paz''

### Vitrales del Costado Sur

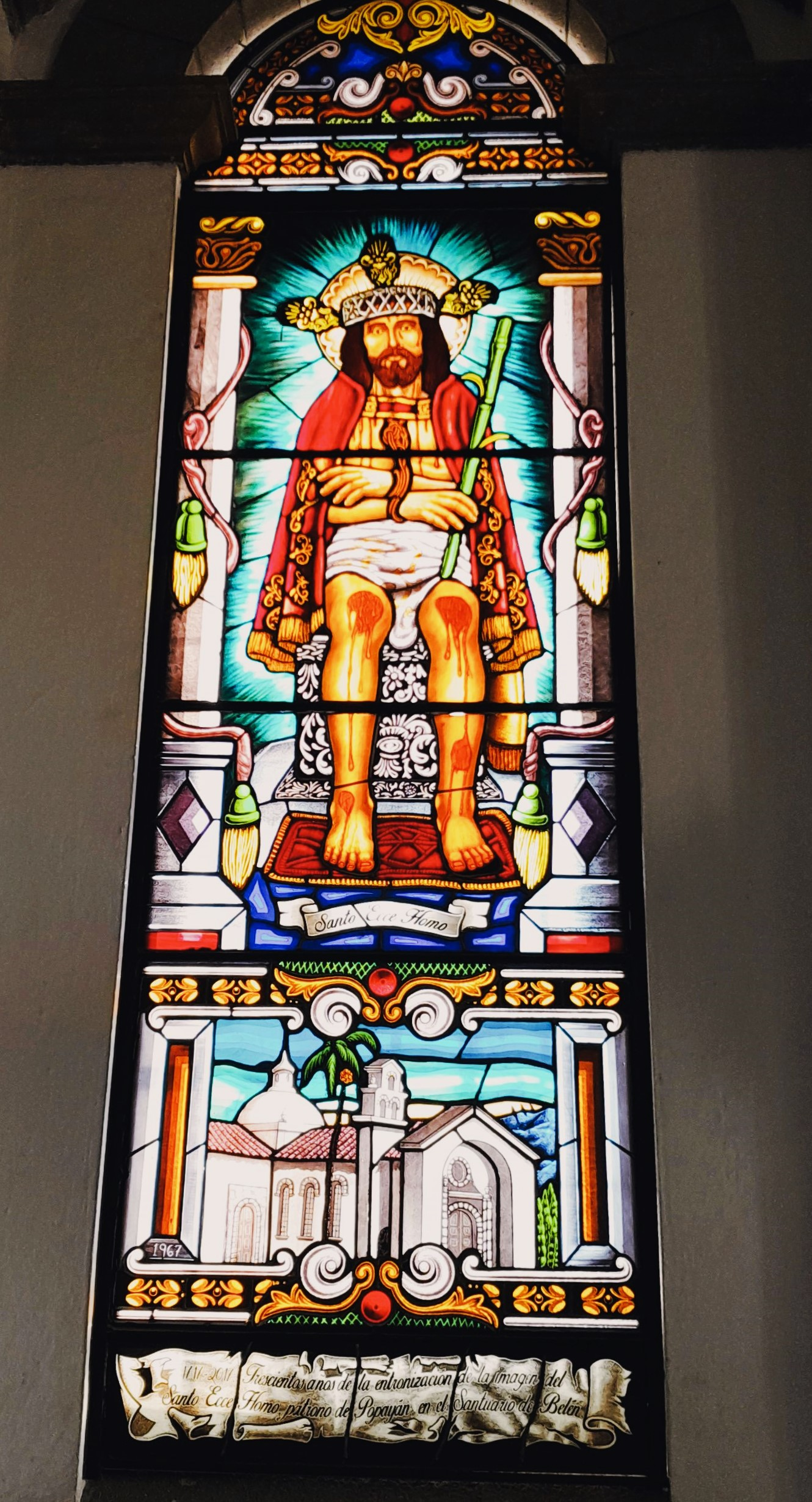
Vitral del Santo Ecce Homo con la versión actual del Santuario (1967-presente) y la frase: ''1717-2017 Trescientos años de la entronización de la imagen del Santo Ecce Homo, patrono de Popayán, en el Santuario de Belén''
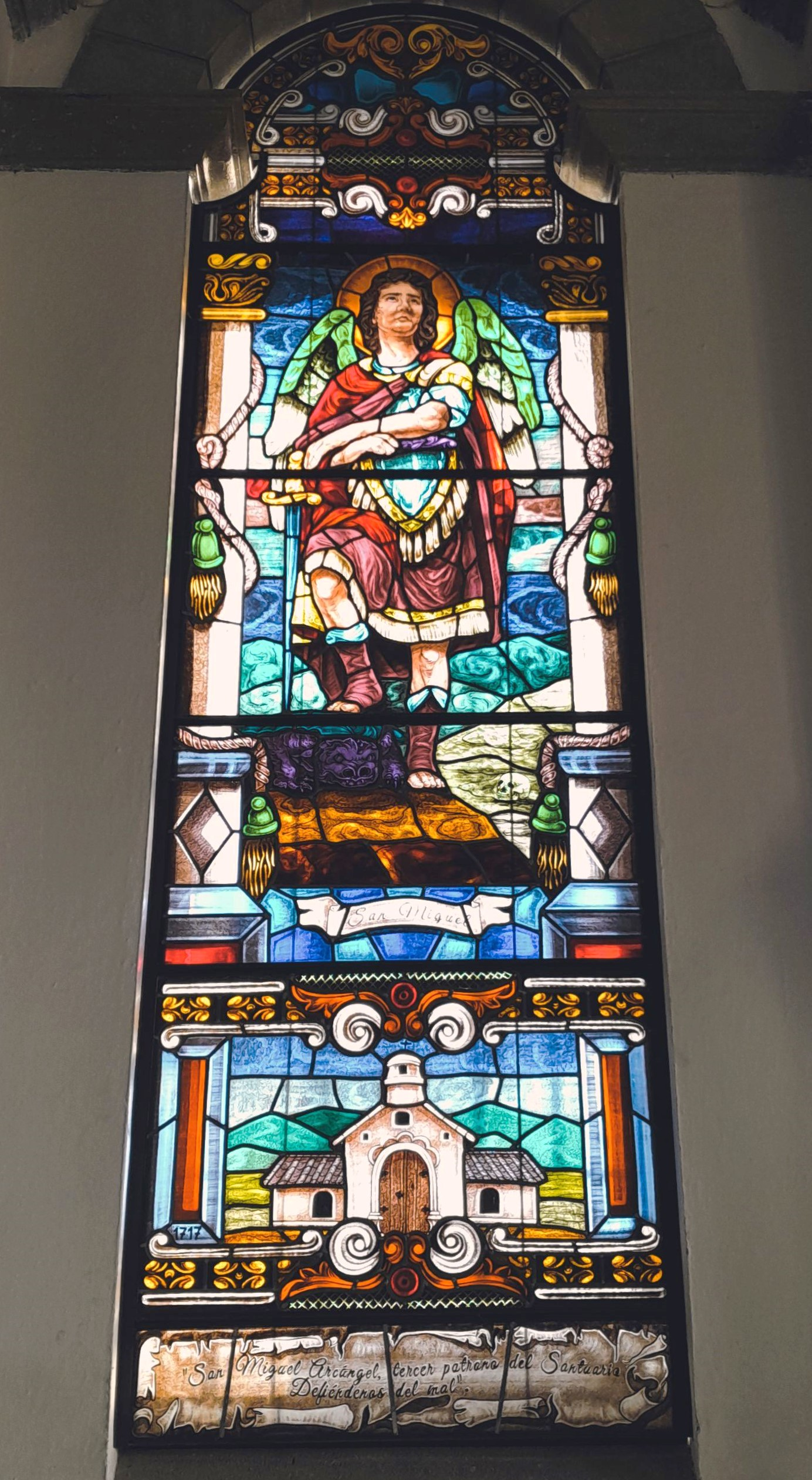
Vitral del Arcángel San Miguel con la segunda versión del Santuario (1717-1787) y la frase: ''San Miguel Arcángel, tercer patrono del Santuario. Defiéndenos del mal''
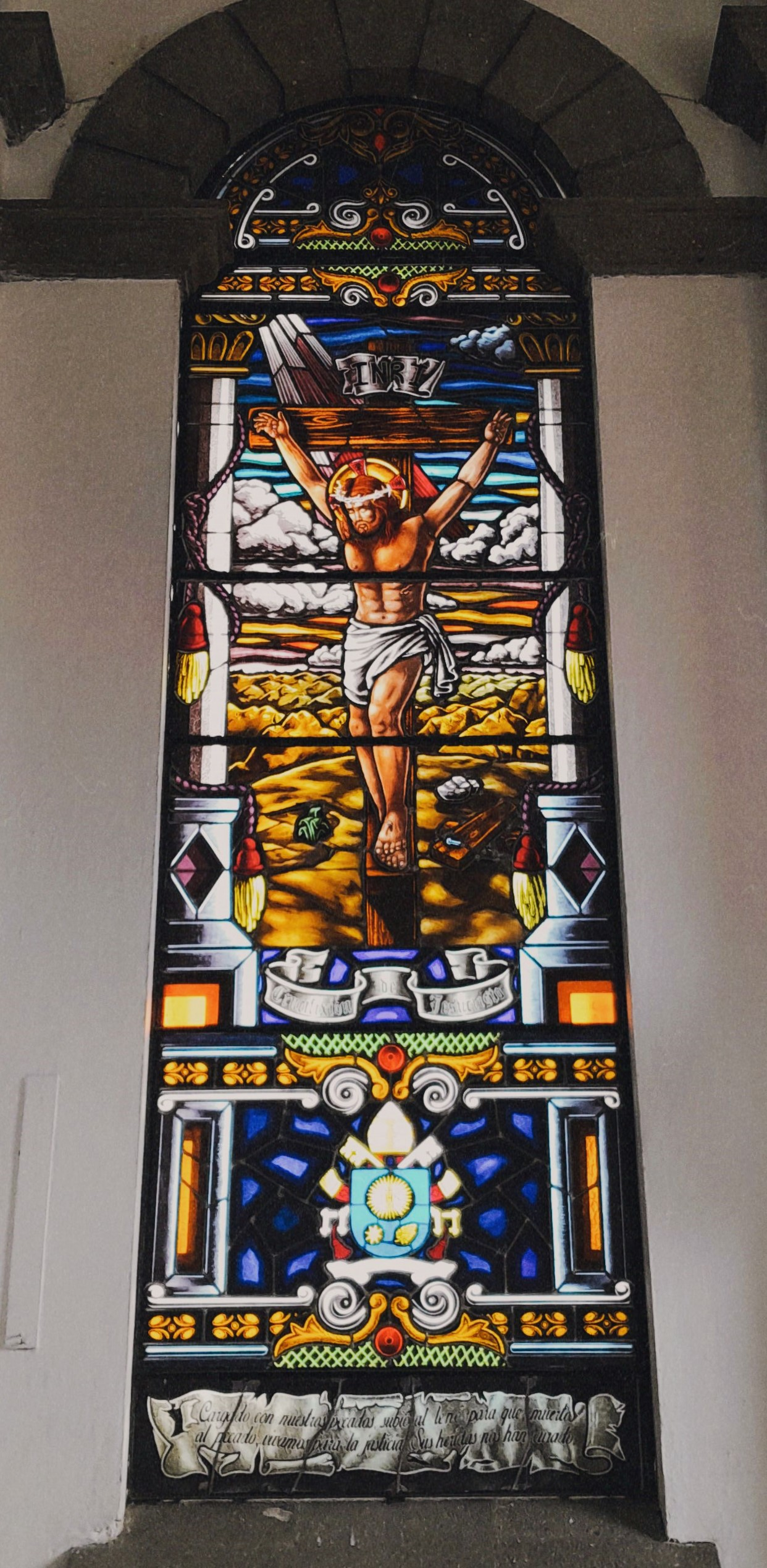
Vitral de la Crucifixión de Jesucristo con una heráldica y la frase: ''Cargado con nuestros pecados subió al leño para que muertos en pecado, vivamos para la justicia. Sus heridas nos han curado''
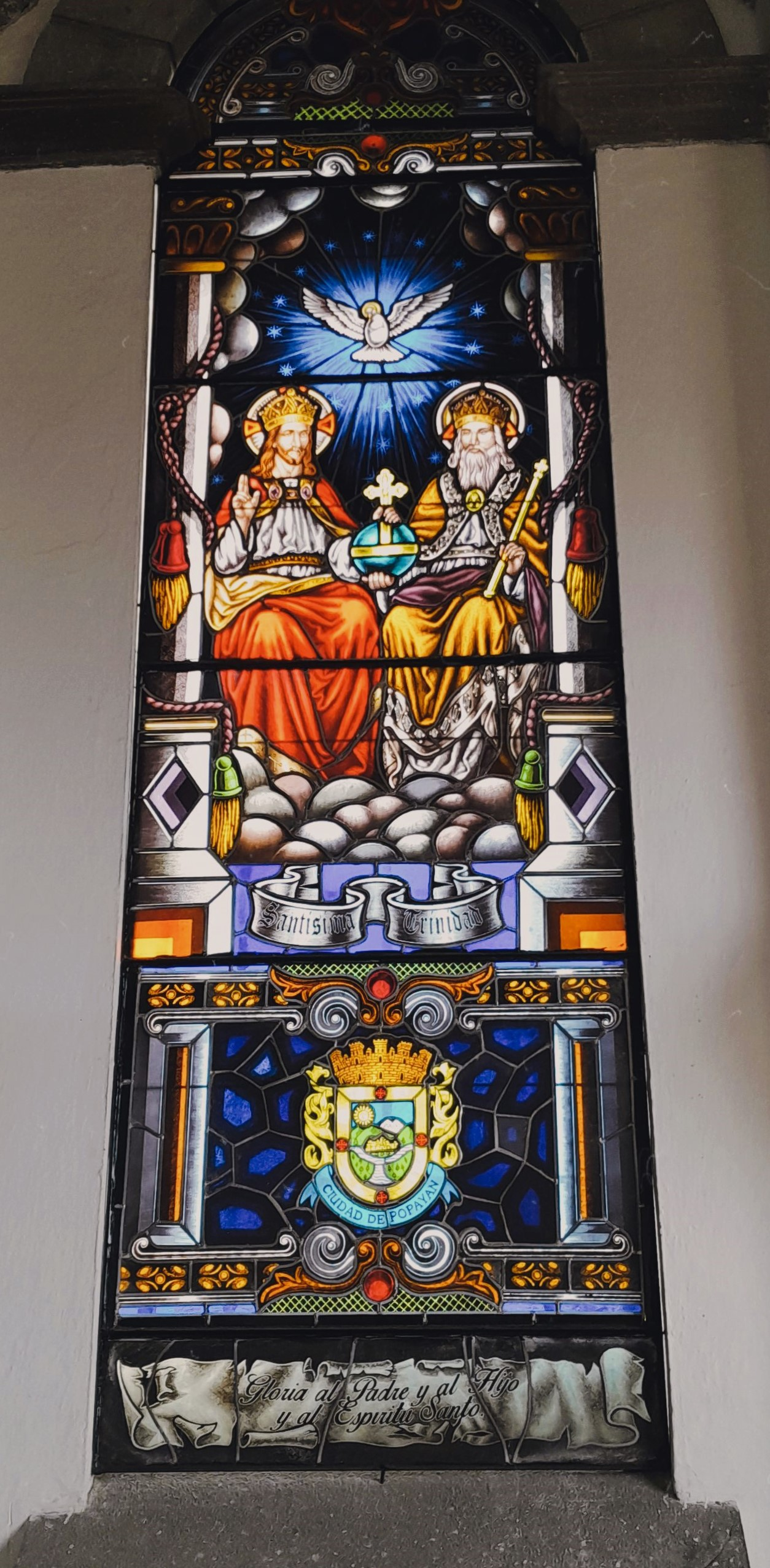
Vitral de la Santísima Trinidad con el escudo de la Ciudad de Popayán y la frase: ''Gloria la Padre y al Hijo y al Espíritu Santo''

## Los Quingos de Belén

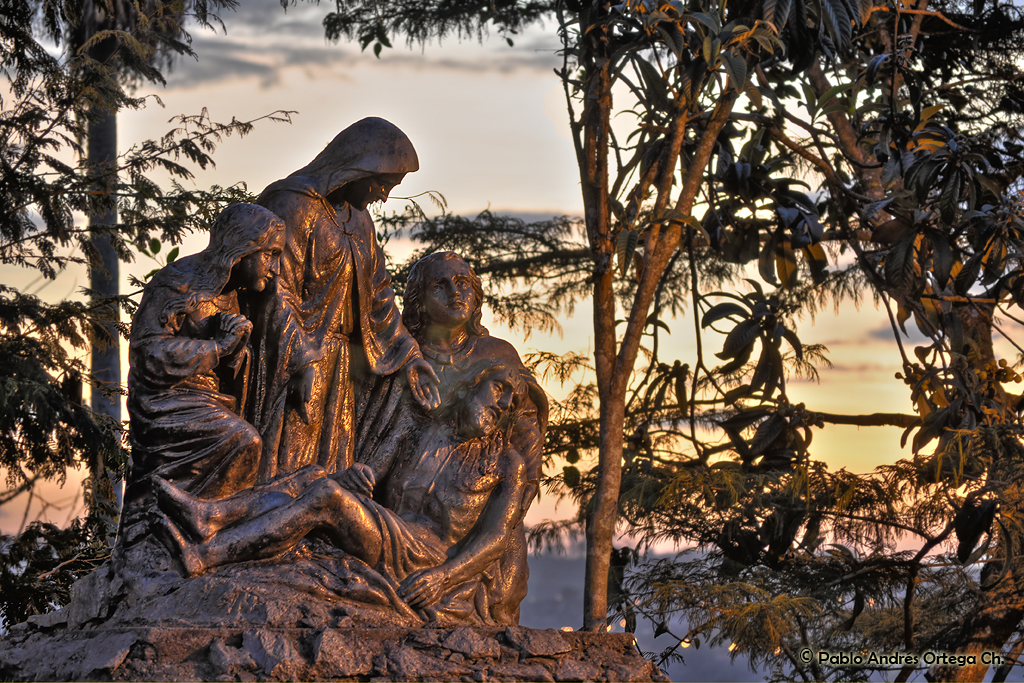
Decimotercera estación del viacrucis parte del sendero.

Desde aquellos tiempos de la colonial se comenzó a formar un sendero alrededor de las laderas de la colina que permitía acceder a la cima, este mismo camino era utilizado por los vecinos del sector para llegar a la choza durante las épocas de Navidad en los tiempos decembrinos para reunirse en torno de un pesebre hecho en aquella casa, con el paso de los años fue necesario construir una mejor vía peatonal para los feligreses, sobre todo al ser levantada la primera capilla de Belén en el año de 1689 por el matrimonio Velasco.
Por esos años la se le denominaba a esta ruta como ''Quingos'' que era una palabra en la lengua quechua que significa ''camino de recodos'', proveniente del sur de la provincia de Popayán, tiempo después se siguió mejorando sus condiciones y fue en el siglo XIX cuando se le construyó en la entrada la hermosa portada republicana en ladrillo (muy posiblemente después de los estragos del terremoto de 1885), según una placa ubicada a su lado superior derecho, fue refaccionada en el año 1918 después de ser afectada por los sismos de 1906 y 1917, este portal es de estilo neoclásico y de orden dórico. En su friso por encima del arco de acceso se destacan las metopas que en su interior contienen representaciones de las Arma Christi o también conocidas como las insignias de la Pasión separadas entre sí por triglifos estriados, sobre este arquitrabe se levanta el frontón triangular y coronando a este último una cruz con los clavos en la mitas, dos escaleras a sus laterales y una corona de espinas en su cima en hierro.
Las célebres 14 estaciones del viacrucis fueron esculpidas en piedra gracias a la ayuda y apoyo económico de la Junta Pro Culto del Santo Ecce Homo, organización que contrató al gran escultor payanes Alfonso de los Reyes Peñaherrera quien ya había realizado ''La Piedad'' para la iglesia de Santo Domingo y cumplió con este encargo en los años 40 del siglo XX, terminando también de empedrarse bien el camino con lozas y pequeñas piedras. Lamentablemente el terremoto de 1983 hizo caer al crucifijo de la duodécima estación junto con la de su madres, no siendo restauradas hasta tiempos recientes.

## Leyenda de la Cruz de Piedra

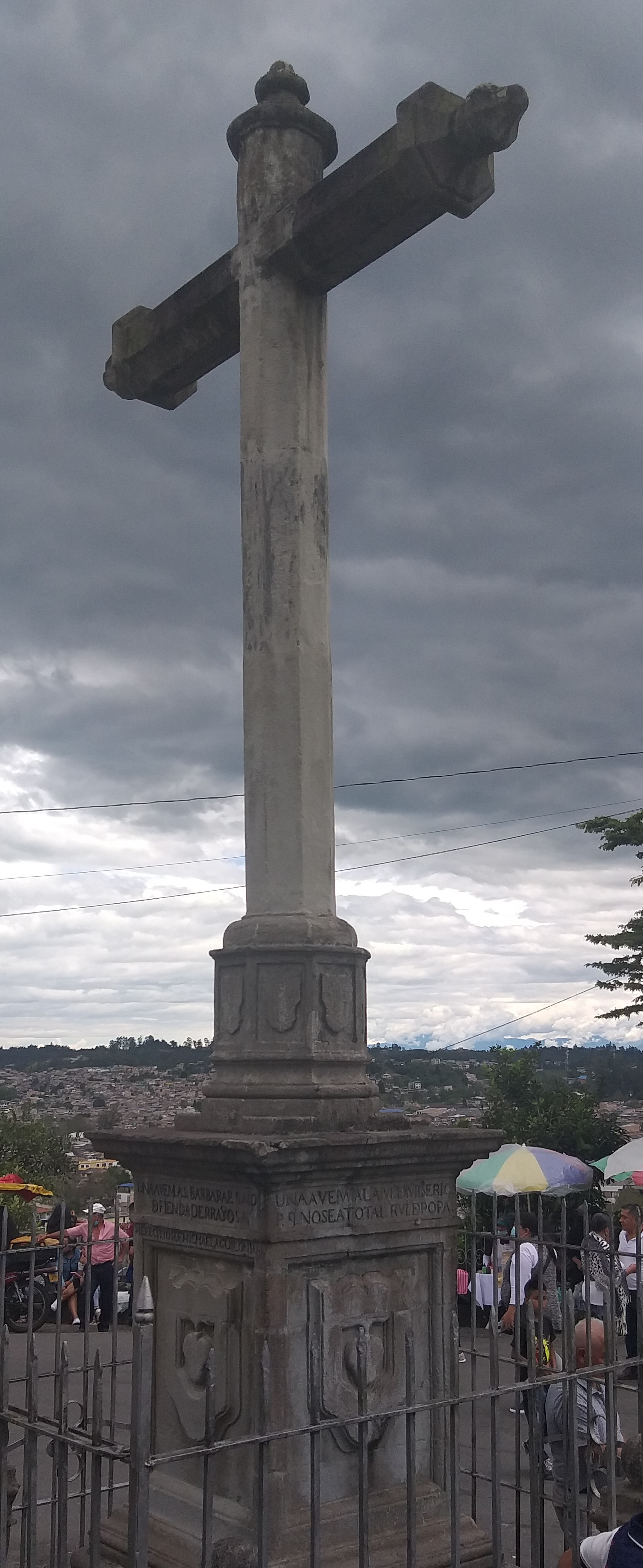
Icónica cruz sobre la que pesa la leyenda.

Situada en el pórtico de la capilla al lado izquierdo de las escaleras de acceso es uno de los monumentos más conocidos de la iglesia, cerrada por una reja de hierro y flanqueada en sus cuatro lados por pilonos monolíticos unidos por cadenas. La base también conocida como plinto está compuesta por cuatro láminas rectangulares sustentadas sobre un entablamento, en cada una de las caras hay un bajorrelieve con forma de escudo heráldico que resguarda un corazón, elemento que sin duda representan al Sagrado Corazón de Jesús o también el Sagrado e Inmaculado Corazón de María sobre estos símbolos hay una imprecación a diferentes advocaciones católicas por cada cara las cuales están escritas en castellano abreviado y colonial y dictan lo siguiente:
- En su cara norte: Reza lo siguiente: ''UNA AVEM AL AM. D MISERIC. P.Q. NO SEA TOTAL LA RVI. D POPA.'' lo cual traducido dice: ''Un avemaría a la Madre de Misericordia para que no sea total la ruina de Popayán'' (inscripción que fundamentó aún más la leyenda).
- En su cara sur: Reza lo siguiente: ''UN PN. A S. JOSE P.Q NOS COSIGA BUENA MUERTE'' lo cual traducido dice: ''Un padrenuestro a San José para que nos consiga una buena muerte''.
- En su cara este: Reza lo siguiente: ''UNA AVEM A S. BARBARA P. Q NO DFIENDA DE RRAYOS'' lo cual traducido dice ''Un avemaría a Santa Bárbara para que nos defienda de los rayos'', con el añadido de poseer debajo la firma del autor que dice: ''ME FECITIO SEF MICHAEL AGUILONIAM''.
- En su cara oeste: Reza lo siguiente: ''UN P.N A JESUS PARA QUE NO LIBRE DEL COMEGEN'' lo cual traducido dice ''Un padrenuestro a Jesús para que nos libre del comején'', con el añadido de poseer debajo el año de la finalización del monumento que dice ''AÑO D 1789''.

Después de la cornisa consiguiente a las inscripciones, se levanta la propia base de la cuz en forma octogonal, teniendo sus cuatro brazos la misma morfología terminados en puntas. Como bien se dijo anteriormente en la historia del santuario, fue labrada por el escultor Miguel Aguilón (quien habría colaborado en la fantástica fachada de la iglesia de San Francisco) a finales del siglo XVIII, siendo terminada el Jueves Santo del año de 1789 junto con la nueva capilla reconstruida durante el mecenazgo de don Francisco Beltrán.
La leyenda sobre la cual hizo famosa a la cruz narra que a mediados del siglo XIX se llevó a cabo la denominada Desamortización de manos muertas, un proyecto de ley aprobado por el payanés Tomás Cipriano de Mosquera y llevada a cabo en el año de 1863, razón por la que durante ese tiempo la comunidad de padres carmelitas había huido de Popayán con sus bienes que tenían, dejando atrás los edificios santos que tenían a cargo, es por esto que la Diócesis quien era regida por Carlos Bermúdez Pinzón, pupilo del desterrado hermano del presidente Joaquín Mosquera, se hizo con la custodia de Belén pero justo en ese momento estaba en curso la guerra de las escuelas, así que durante un estado de sitio, el obispo habitaba en la Casa de Jacob pero ya se había planeado una conjura en su contra por parte de los liberales que se llevó a cabo la noche del 4 de febrero de 1877 cuando varios hombres armados arribaron al santuario y sacaron a la fuerza al religioso ante la indignación de varias damas patojas, a causa de los malos tratos y la violencia de sus captores, Bermúdez divisó la cruz de piedra y exclamo la siguiente maldición sacudiendo su sandalia en el suelo ''Maldigo a esta ciudad, cuna de masones y enemigos de Dios…ni el polvo de este lugar me lo llevó... El día que la cruz de la iglesia de Belén caiga, los muertos saldrán de sus tumbas y Popayán se acabará'', posteriormente fue exiliado a Chile. Esta premonición se hizo muy famosa con el terremoto de 1983 cuando casi toda la cruz colapsó, menos por una parte del mástil, se piensa que si se hubiera derruido del todo, Popayán hubiera dejado de existir.

## Semana Santa

### Domingo de Ramos

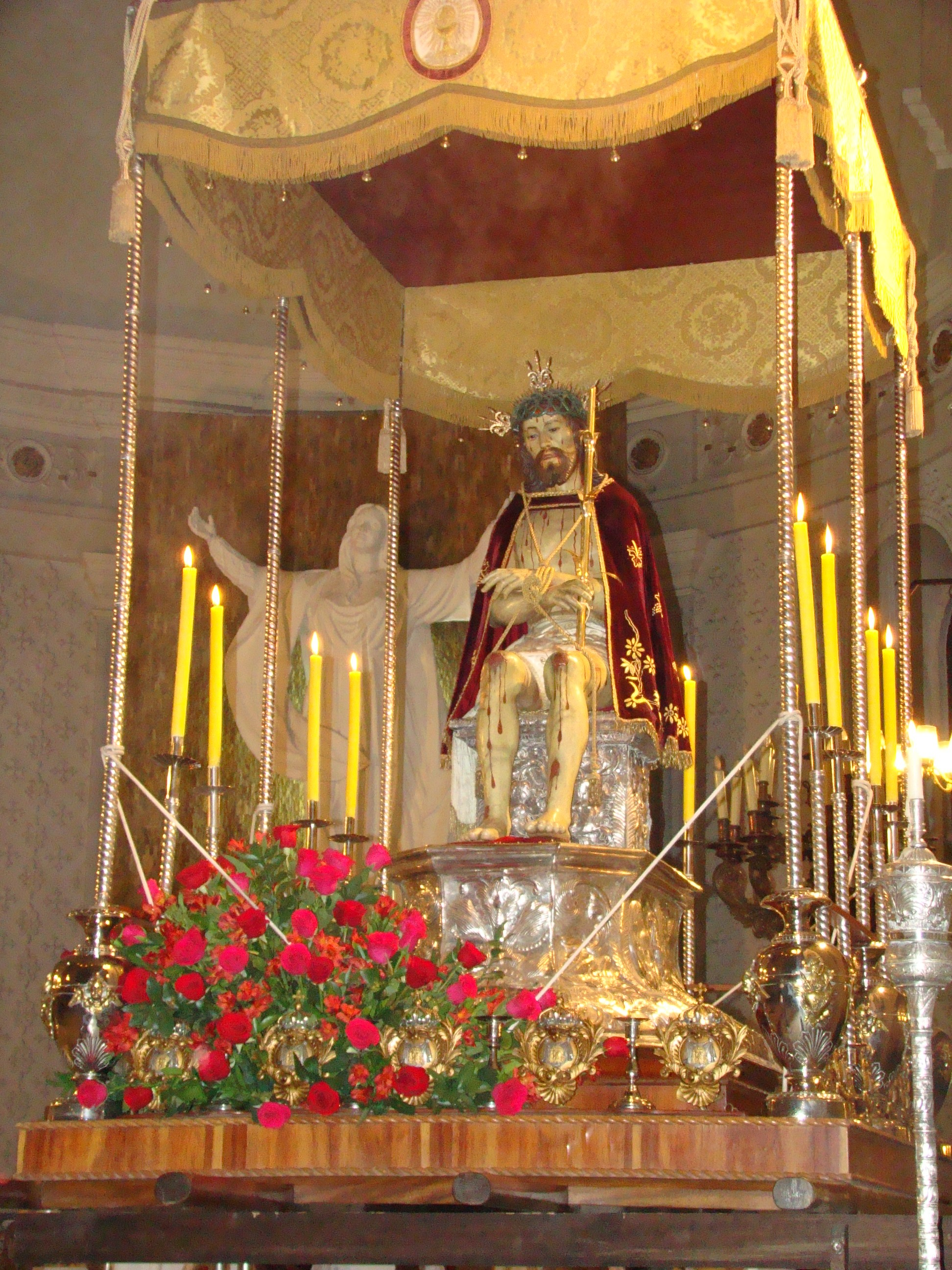
Imagen del Santo Ecce Homo antes de la procesión del Jueves Santo

Al ser una de las iglesias más importantes y conocidas de la ciudad, desde tiempos de su fundación ha sido sede de varios desfiles religiosos concernientes a las distintas fiestas patronales como las de Nuestra Señora de Belén en diciembre o San José en marzo, pero no fue sino con la llegada de El Santo Ecce Homo que Belén comenzó a ser vinculante con la Semana Santa, ya que participaba en ella esta imagen los días Lunes Santo por ley episcopal por lo que al desaparecer la antigua procesión del Señor del Triunfo (Jesús montado en un asno), se hizo necesaria reemplazarla por otra, así que se comenzó a descender al patrono de Popayán todos los Domingos de Ramos junto con el paso de El Señor Caído, la cual desciende por los quingos para llegar a la Catedral y ahí celebrar una misa campal en el parque Caldas.
Durante aquella procesión se destaca la alegría con la que es recibido el Ecce Homo por los payaneses y visitantes que a ritmo de aplausos o al agitar sus ramos de palma le dan la bienvenida al Cristo de la misma forma que él entró en la ciudad de Jerusalén antes de su pasión y muerte, contando el desfile con el siguiente orden:
- Cruz procesional.
- Banda marcial de la Policía Nacional de Colombia. Unidad metropolitana de Popayán
- El Señor caído. (el señor imagen payanesa. Siglo XVIII y el Ángel imagen quiteña. Siglo XVIII)
- Estandarte Junta permanente pro Semana Santa, portado el síndico del paso del Amo Ecce Homo y los miembros de la Orden de la Alcayata.
- Arzobispo de Popayán, Cura rector del Santuario de Belén y capitulo metropolitano.

- 'El Santo Ecce Homo.' (Réplica Payanesa de José Lamiel del siglo XX. El original es Quiteño del siglo XVII)
- Banda de músicos del Batallón José Hilario López del Ejército Nacional de Colombia.

Esta procesión junto con las nocturnas de los días santos fueron declaradas como Patrimonio Inmaterial de la Humanidad por la Unesco en septiembre de 2009.